# Medalja za vojaške vrline
Medalja za vojaške vrline (srbohrvaško Medalja za vojničke vrline) je bilo odlikovanje SFRJ, ki se je podeljevalo vojakom in vojaškim starešinam, ki so se posebno izkazali s poznavanjem in izvrševanjem vojaških dolžnosti in za zgleden vojaški nastop. 
Medalja za vojaške vrline je bila med medaljami SFRJ po pomembnosti na petem mestu.